# En gangsters liv
En gangsters liv är en amerikansk dramafilm från 1949 i regi av Elliott Nugent. Det är den andra filmatiseringen av F. Scott Fitzgeralds roman Den store Gatsby och den äldsta som finns bevarad. Den gjordes även som stumfilm 1926, men denna anses sedan länge vara förlorad. Filmen blev redan innan produktionen ifrågasatt då dess manus krockade med produktionskoden. Det ansågs inte att karaktärerna bestraffades tillräckligt för de amoraliteter som förekommer i historien. Huvudrollsinnehavaren Alan Ladd var ändå fast besluten att göra filmen.

## Rollista
- Alan Ladd - Jay Gatsby
- Betty Field - Daisy Buchanan
- Macdonald Carey - Nick Carraway
- Ruth Hussey - Jordan Baker
- Barry Sullivan - Tom Buchanan
- Shelley Winters - Myrtle Wilson
- Howard Da Silva - George Wilson
- Ed Begley - Myron Lupus
- Henry Hull - Dan Cody
- Elisha Cook, Jr. - Klipspringer

### Fotnoter
1. ↑  https://catalog.afi.com/Catalog/moviedetails/25940